# Karel Kodejška
Karel Kodejška (né le 20 mars 1947 à Lomnice nad Popelkou) est un ancien sauteur à ski tchèque.

## Palmarès

### Jeux Olympiques
| Épreuve / Édition | Sapporo 1972 | Innsbruck 1976 |
| Petit Tremplin    | 7e           | 18e            |
| Grand Tremplin    |              | 31e            |

### Championnats du monde
| Épreuve / Édition | Épreuve / Édition | Falun 1974 |
| Grand Tremplin    | Grand Tremplin    | 6e         |

### Championnats du monde de vol à ski
| Épreuve / Édition | Oberstdorf 1973 | Kulm 1975 |
| Individuel        | Bronze          | Or        |